# San Bartolomé de Pinares
San Bartolomé de Pinares es un municipio de España perteneciente a la provincia de Ávila, en la comunidad autónoma de Castilla y León. Forma parte de la comarca de Pinares, cerca de las vegas del río Alberche. También se encuentra cerca del embalse del Burguillo, enclavado en las laderas del valle del Gaznata, afluente del Alberche. En 2017 contaba con una población de 563 habitantes.

## Símbolos
El escudo heráldico que representa al municipio fue aprobado oficialmente el 5 de abril de 1991 y se blasona de la siguiente manera:

«De plata, con cuatro pinos sobre lomas de sinople; cargado de un brazo desnudo, de oro, con hombrera de gules, esgrimiendo cuchillo de sable con empuñadura de gules. Al timbre, Corona Real cerrada.»
Boletín Oficial de Castilla y León nº 70 de 12 de abril de 1991

La descripción textual de la bandera es la siguiente:

«Bandera cuadra, celeste toda ella. En el centro, en proporción 1:2, el escudo del Ayuntamiento de San Bartolomé de Pinares.»
Boletín Oficial de Castilla y León nº 70 de 12 de abril de 1991

## Geografía
La capital del municipio está situada a una altitud de 1039 m s. n. m.
| Noroeste: Herradón de Pinares | Norte: Herradón de Pinares | Noreste: Las Navas del Marqués y Navalperal de Pinares |
| Oeste: Santa Cruz de Pinares  |                            | Este: Valdemaqueda                                     |
| Suroeste: El Barraco          | Sur: Cebreros              | Sureste: El Hoyo de Pinares                            |

### Comunicaciones
Una de las rutas para llegar a San Bartolomé de Pinares desde Madrid consiste en tomar la N-VI, carretera de La Coruña, y desviarse en la salida de Las Rozas de Madrid-El Escorial, para tomar la M-505 hasta El Escorial. Continuar por la M-505 hasta llegar al Puerto de la Cruz Verde, donde se gira a la derecha en dirección a Ávila. Esta carretera se convierte en la C-505 en el punto en el que se cambia de comunidad autónoma (Castilla y León). Circulando por ella se llega a La Cañada (Ávila). En la entrada de esta localidad se gira a la derecha para hacer media raqueta y seguir por la carretera perpendicular a la C-505, la AV-P-307, que cruza San Bartolomé de Pinares, la antigua carretera de Toledo.

## Historia

### Telefonía
En agosto de 1954, se inauguró el centro telefónico de San Bartolomé de Pinares, al cual se acudía para realizar o recibir llamadas telefónicas. La persona que iba a recibir la llamada era avisada con antelación de la hora en que se establecería la comunicación. Para ello, la telefonista hacía llegar el aviso en papel con el nombre de quien iba a efectuar la llamada y la hora concreta.

## Demografía
San Bartolomé de Pinares cuenta con una población de 489 habitantes (INE 2024).
| Gráfica de evolución demográfica de San Bartolomé de Pinares entre 1842 y 2021                                        |
| |
| Población de derecho según los censos de población del INE. Población de hecho según los censos de población del INE. |

## Monumentos y lugares de interés

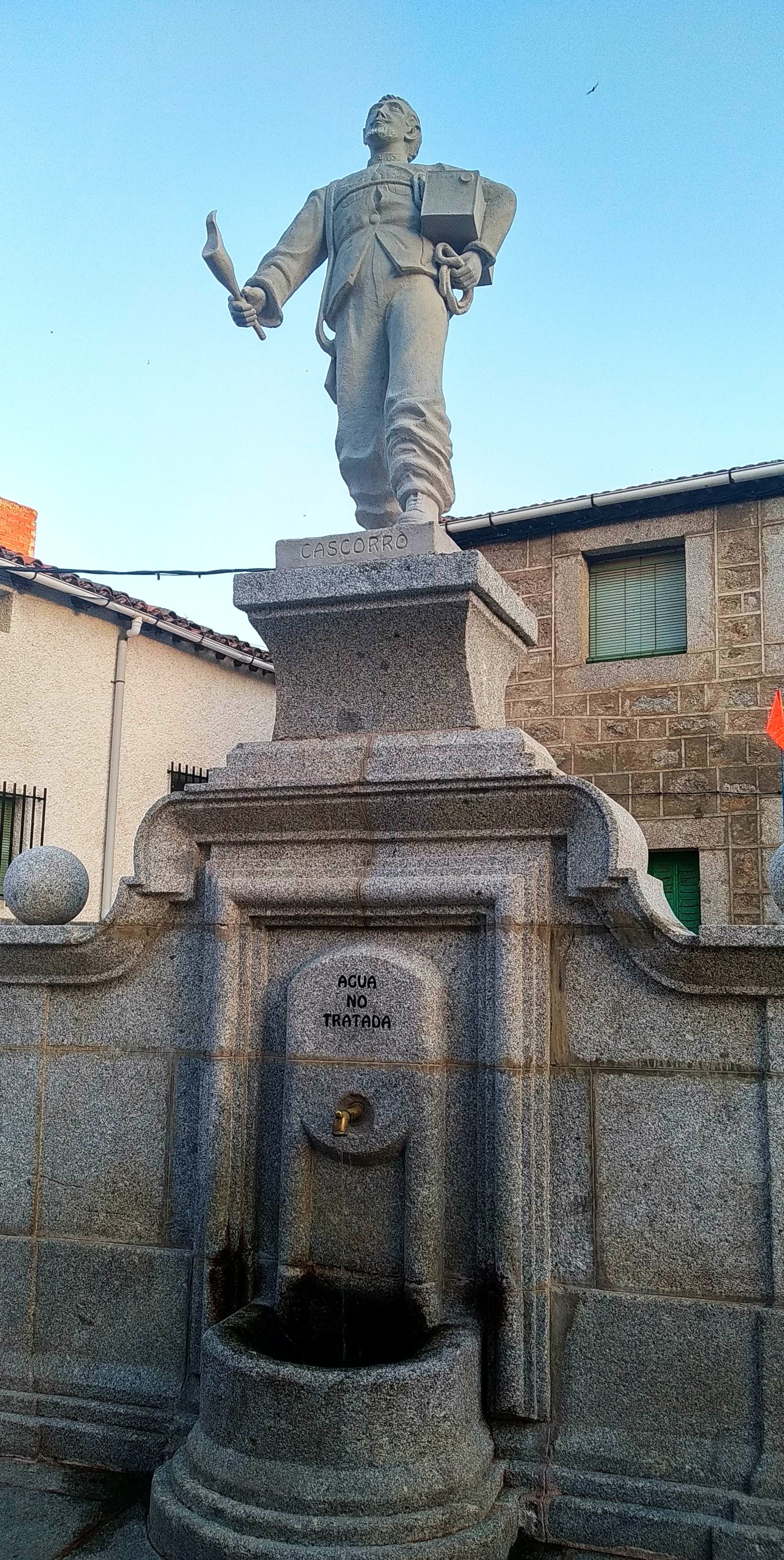
Fuente de Cascorro

- La iglesia de San Bartolomé Apóstol, de 725 m², de fachada estilo herreriano es el símbolo del pueblo.[cita requerida]
- El Ayuntamiento está en la plaza de Cascorro.[cita requerida]
- La estatua dedicada a Eloy Gonzalo que corona una fuente conocida como Fuente de Cascorro, puesto que antes de embarcarse para participar como voluntario en la guerra de la independencia de Cuba, vivió durante unos años en dicha localidad. Estableció al parecer una relación con una lugareña, haciéndose popular en el pueblo por venir de un entorno militar.
- La plaza de España es el lugar donde se celebran, durante las Fiestas de San Bartolomé, los festivales, concursos de baile... En la plaza también están las Escuelas donde hay varias salas polivalentes.[cita requerida]
- La Bodega es un edificio abandonado. Fue construida en los años 50, aproximadamente. La cooperativa ya no funciona aunque todavía se conservan las Balanzas y, a veces, se celebran torneos de calva.[cita requerida]
- Las ermitas:

1. San Roque. El día de San Roque, el 16 de agosto, se celebra en S. Bartolomé las fiestas de S. Roque, una semana antes del comienzo de las fiestas de San Bartolomé y de la virgen de la Visitación, donde hay un convite en el Hogar de Jubilado y una misa además de una procesión hasta la ermita de San Roque, muy cerca de la "Tripa Ituero", la roca de las montañas característica del pueblo.[cita requerida]
2. Santo Cristo. La ermita del Cristo está al final de la calle de la Virgen, en la zona más septentrional del pueblo. Es una iglesia pequeña donde también se celebran procesiones.[cita requerida]
3. La Visitación. La virgen de la Visitación es la patrona del pueblo. Se celebra el 25 de agosto para aprovechar los días anteriores, cuando se celebran las fiestas de San Bartolomé. Este día, hay misa, procesión hasta la ermita y convite en la plaza de Cascorro.[cita requerida]

## Cultura

### Fiestas

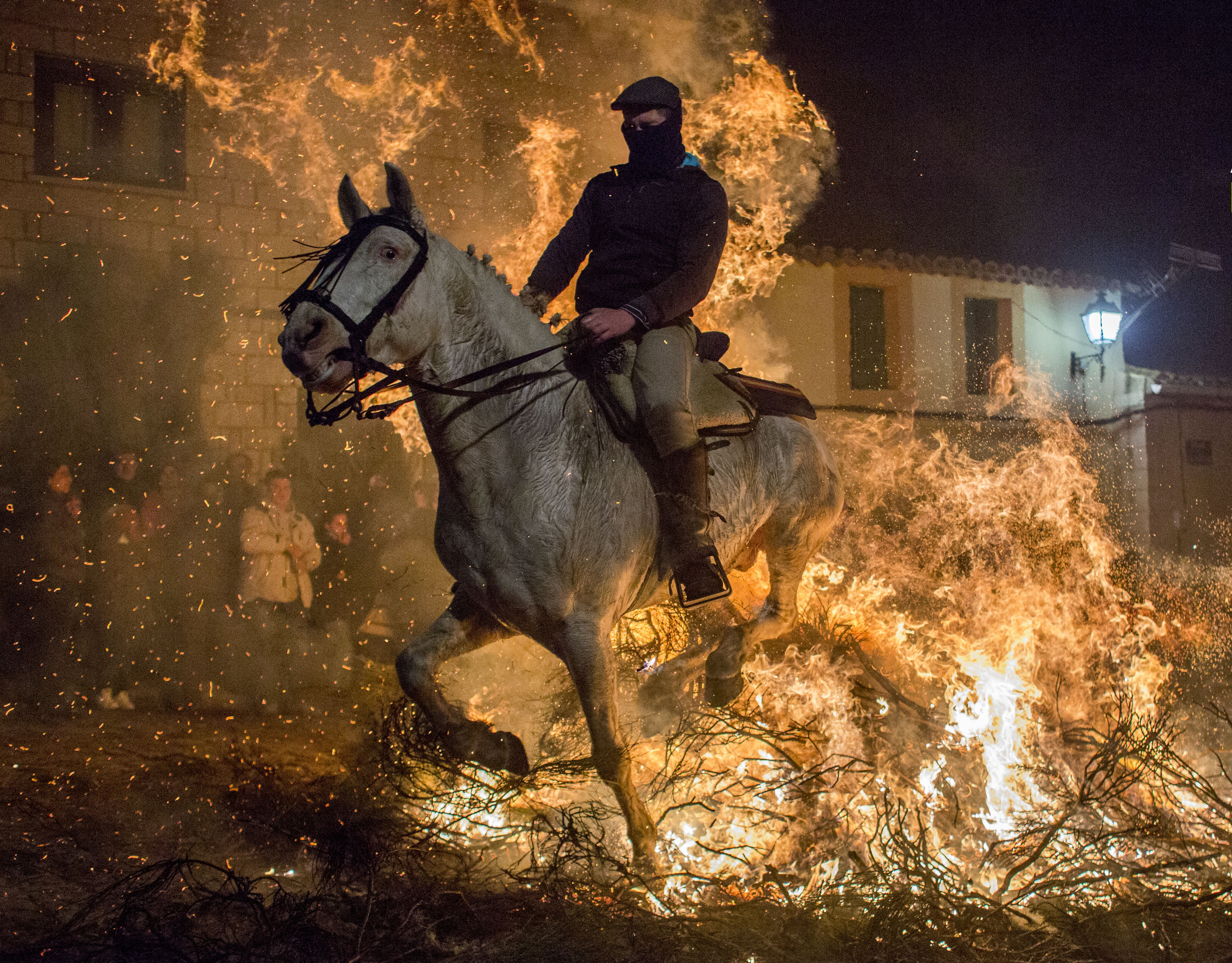
Atravesando el fuego purificador durante la fiesta de las Luminarias

Cada año durante la noche víspera de San Antón, el 17 de enero, se celebra la fiesta de las Luminarias. Unas veinte hogueras se encienden en las calles del pueblo y más de cien caballos saltan por encima para que el humo les purifique librándoles de enfermedades. Aunque el origen de esta tradición es incierto, se cuenta que lleva celebrándose desde el siglo XVIII, cuando la necesidad de mantener a los animales sanos era vital para la subsistencia de los aldeanos.

### Gastronomía
- El bodigo[8] y la bolla dulce son especialidades del pueblo en Semana Santa.[cita requerida]
- Los asados de las Tierras de Pinares son conocidos por toda Castilla y León.[cita requerida]
- Los vinos de la tierra también son famosos en Ávila y Castilla y León.[cita requerida]